# 大寫字母
大写字母（英语：big letter, capital letter 德语：Großbuchstabe，IPA: /'ɡʁɔːsbuxʃtabə/）或大写体是许多拼音字母的其中一种写体形式，例如A, B, C等。
大写体有时又称做上层字盘体（uppercase）。因为西方在过去活字印刷体期，凡大写字体都会放在检字抽屜的上层，故也有此別称。 
大写体一般和小写体的字体高度觅度是有明显分別的，但在有些语言中也不分大小写：希腊字母、拉丁字母在发明初期，只有一种字体，即大写体；而很多全音素文字与辅音音素文字的书写系统，如阿拉伯字母、希伯来字母、提非纳文字、传统蒙古文、谚文等，以及作为语素文字的汉字均不区分大小写。

## 功能
大寫體的功能主要有：
1. 用於一句的句首；
2. 縮寫；
3. 增加易讀性，如招牌和標籤；
4. 在某些語言中，有強調的效果；
5. 人名、地名等专有名词；
6. 表示尊稱。

### 例子
大写字母的功能以粗体表示，并逐一对应上方的序号。
1. This is a website which is called Wikipedia.
2. What is UNCLOS?
3. GEFAHR!
4. Please DO NOT enter!
5. Jimmy Wales
6. the President, the King, God, etc.

## 各语言中的大小写
- 在德语中，所有的名词都要求以首字母大写，是使用大写字母最多的语言。
- 在英语中，只有专有名词和由它们衍生的形容词用大写字母开头，如China和Chinese。
- 在法语中，专有名词衍生的形容词则只能用小写字母，如Chine和chinois。
- 在俄语中，除非全部大写以外，有三个字母的大写形式罕用（Ъ、Ы、Ь），因为这三个字母通常不会出词首。另外，虽然俄文有大小写之分，但大多数大小写的外形均极为相似。
- 在汉语拼音中，根据中华人民共和国国家标准（GB/T 16159—2012）《汉语拼音正词法基本规则 （页面存档备份，存于）》第6.3条规定，专有名词的第一个字母、句首的情况大写；然而，事实上汉语拼音对大小写的要求与英语等印欧语系语言相比相当不严格。

有時候，姓氏完全大寫有助於辨認，因為不同的語言往往有不同的習慣表示姓名。世界語常常如此書寫姓名。
- 毛澤東寫作：汉语拼音：MAO Zedong 或威妥玛拼音：MAO Tsetung[1]
- 喬治·華盛頓寫作George WASHINGTON
- 卡斯特罗写作Fidel Alejandro CASTRO Ruz[2]
- 卑斯麦写作Otto Eduard Leopold von[3] BISMARCK